# Mats Ergon
Mats Roland Ergon, född 2 november 1933 i Mariestad, död 12 maj 2012 i Täby, var en svensk målare och grafiker.
Han var son till Gustav Ergon och hans fru Margit. Mats Ergon studerade vid Konstakademiens grafikskola i Stockholm 1962–1967 samt under studieresor till ett flertal länder i Europa. Han medverkade i biennalen i Kraków, Bradford och i Frechen med etsningar. För skolverket producerade han grafik som används i undervisningssyfte. Ergon är representerad vid Göteborgs konstmuseum, Nationalmuseum, Nordiska museet, Kalmar konstmuseum, Moderna museet  och Statens museum for Kunst. Han är begravd på Täby södra begravningsplats.